# 염재현
염재현(廉在顯, 1954년 ~ , 서울)은 대한민국의 공무원이다.

## 생애
염재현은 서울 출신으로 경기대학교 행정학과를 졸업한 뒤 1980년 행정고시 23회로 공직생활을 시작해 조달청 기획예산담당관, 물자정보국장, 서울지방조달청장, 구매사업본부장 등을 역임했다. 조달청 재직 당시 국가종합전자조달시스템인 ‘나라장터’를 구축해 예산을 절감하고 온라인 종합 쇼핑몰 구축을 통해 조달행정의 생산성과 효율을 높였으며 중소기업 신기술제품 구매 촉진을 통해 중소기업 간 기술경쟁력 제고에 기여했다는 평가를 받고 있다.

## 학력
- 선린상업고등학교
- 경기대학교 행정학과

## 경력
- 1980 제23회 행정고시 합격
- 1999년 ~ 2001 조달청 기획예산담당관
- 2001년 ~ 2002년 조달청 부이사관
- 2002년 ~ 2002년 인천지방조달청 청장
- 2002년 3월 ~ 2002년 조달청 원자재수급계획관
- 2002년 9월 조달청 물자정보국 국장
- 2004년 9월 ~ 2006년 서울지방조달청 청장
- 2006년 2월 ~ 2007 조달청 구매사업본부 본부장
- 2007년 9월 ~ 2008년 조달청 차장

## 참고
| 전임 박혁진 | 제21대 조달청 차장 2007년 9월 18일 ~ 2008년 4월 14일 | 후임 김재호 |